# Pediocactus bradyi subsp. winkleri
Pediocactus bradyi subsp. winkleri ist eine Unterart der Pflanzenart Pediocactus bradyi in der Familie der Kakteengewächse (Cactaceae). Das Artepitheton winkleri ehrt deren Entdecker Frau Agnes Winkler und ihrem Sohn Jim. Englischer Trivialnamen sind „Winkler’s Cactus“ und „Winkler’s Pincushion Cactus“.
Die Unterart ist bedroht und wurde in den Anhang I des Washingtoner Artenschutzabkommens zum Schutz gefährdeter Arten aufgenommen.

## Beschreibung
Der kugelförmige bis eiförmige einzeln wachsende Pediocactus bradyi subsp. winkleri wird 3,5 bis 7 cm lang und 2,5 bis 5,5 cm breit. Typisch ist die verzweigte Rübenwurzel, die auch bei den Unterarten Pediocactus bradyi subsp. bradyi und Pediocactus bradyi subsp. despainii vorhanden ist. Die gelben, rosafarbenen glockenförmigen Blüten sind 1,5 bis 2,2 cm lang und 1,5 bis 3 cm breit. Ein bis drei Blüten erscheinen unregelmäßig um den Scheitel. Charakteristisch ist die extreme Bewollung der Areolen die bei den Unterarten Pediocactus bradyi subsp. bradyi und Pediocactus bradyi subsp. despainii nicht vorhanden ist.
Geophytische Merkmale wie auch bei dem weiteren Vertreter der Sektion Rhytidospermae, Pediocactus bradyi und den Vertretern der Sektion Pediocactus Pediocactus paradinei und Pediocactus knowltonii werden deutlich.
Er ist bei trockenem Stand bis minus 20 °C winterhart. Die wurzelechte Kultivierung ist in Europa möglich.

## Verbreitung, Systematik und Gefährdung

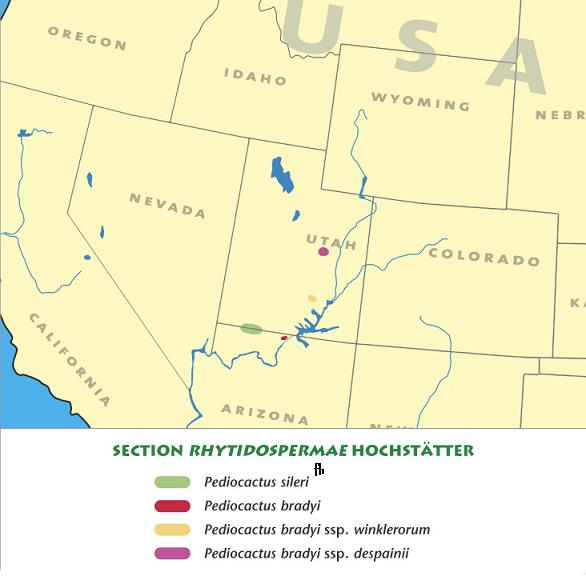
Verbreitungskarte der Sektion Rhytidospermae.

Pediocactus bradyi subsp. winkleri wächst endemisch in der Navajoan Wüste in Utah in alkalischen mit Muschelrückständen angereicherten Böden auf flachen Hügeln in Höhenlagen von 1450 bis 1650 Metern. Sie ist dort vergesellschaftet mit Sclerocactus wrightiae, Sclerocactus parviflorus, Echinocereus triglochidiatus, Opuntia polyacantha und Yucca-Arten.
Die Beschreibung als Pediocactus bradyi subsp. winkleri erfolgte 1995 durch Fritz Hochstätter. Nach Ansicht von Fritz Hochstätter lautet der korrekte Name Pediocactus bradyi subsp. winklerorum, da in der Erstbeschreibung Frau und Sohn erwähnt werden und daher die Mehrzahl für den Artnamen gewählt werden muss.
Synonyme sind:
- Pediocactus winkleri K.D.Heil 1979[4]
- Pediocactus bradyi var. winklerorum Hochstätter 1979[5]
- Pediocactus simpsonii subsp. winklerorum Halda 2000[6]
- Puebloa bradyi var. winklerorum Doweld 1999[7]

In der Roten Liste gefährdeter Arten der IUCN wird die Unterart als „Least Concern (LC)“, d. h. als nicht gefährdet geführt.

## Bilder
Pediocactus bradyi subsp. winkleri:

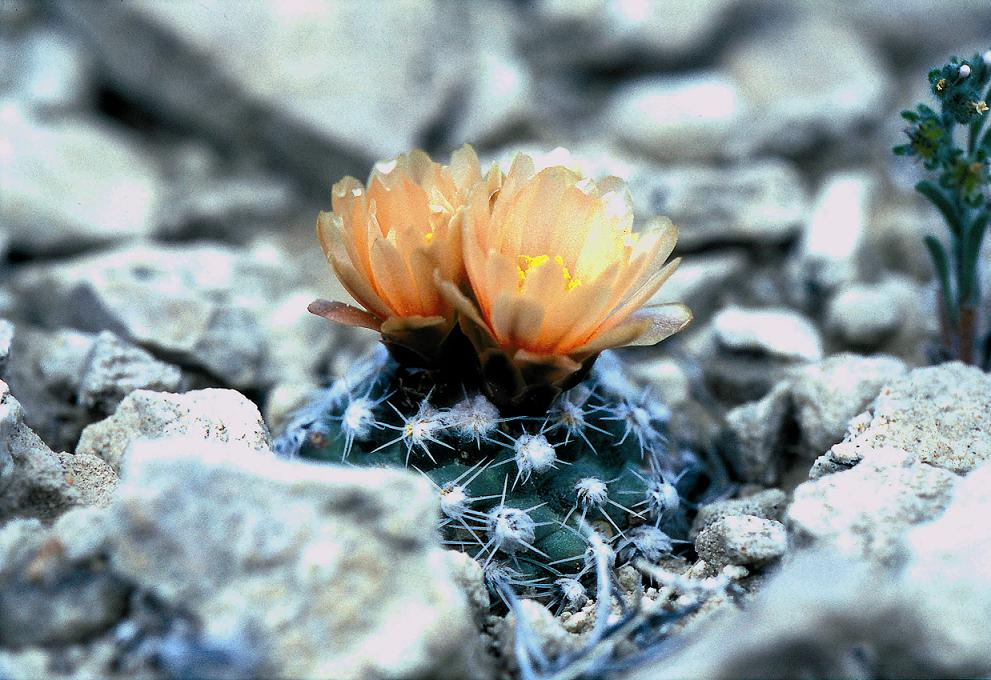
In Blüte im April in Utah.
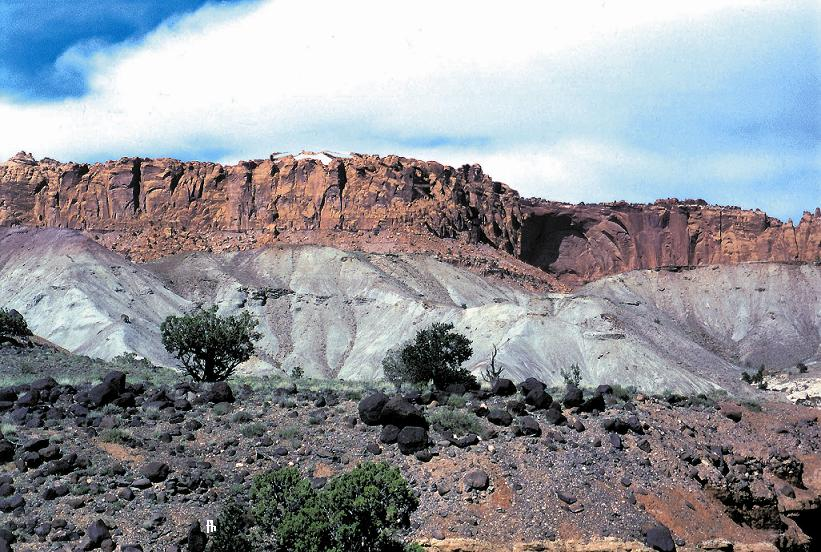
Ein typischer Fundort in Utah.
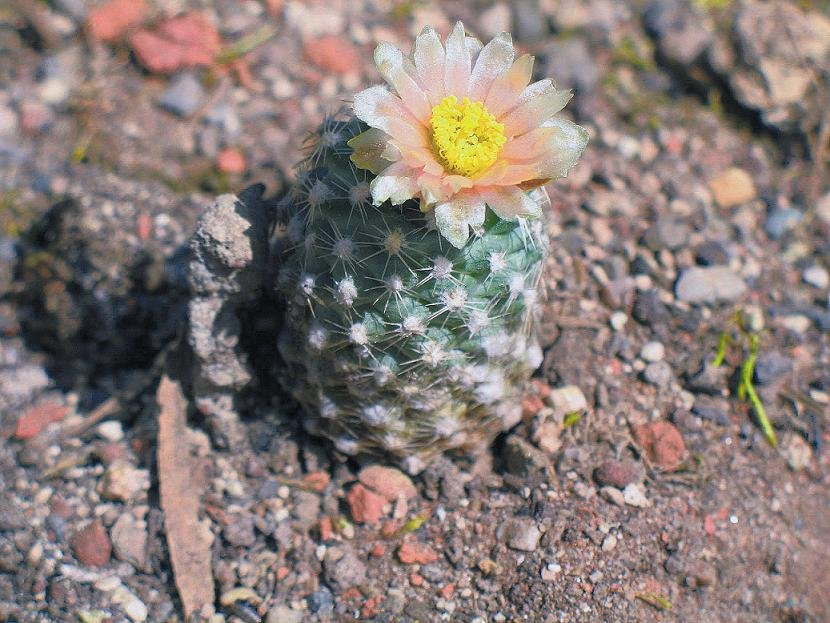
In Kultur in der Sammlung von F. Hochstätter.

Pediocactus bradyi subsp. winkleri, variierende Blütenform & Farbe in einem sehr kleinen Habitat:

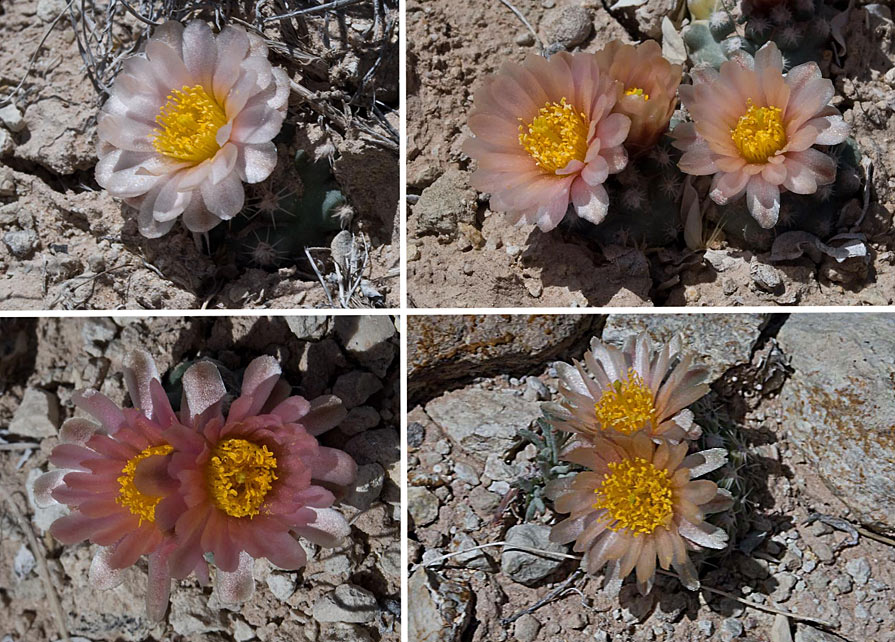
Fotos vom April 2008 im Wayne County, Utah